# Episodi di Doris Day Show (quarta stagione)
La quarta stagione della serie televisiva Doris Day Show è andata in onda negli Stati Uniti dal 13 settembre 1971 al 6 marzo 1972 sulla CBS.
| nº | Titolo originale                           | Prima TV USA      | Titolo italiano | Prima TV Italia |
| -- | ------------------------------------------ | ----------------- | --------------- | --------------- |
| 1  | And Here's... Doris                        | 13 settembre 1971 |                 |                 |
| 2  | Mr. and Mrs. Raffles                       | 20 settembre 1971 |                 |                 |
| 3  | When in Rome, Don't                        | 27 settembre 1971 |                 |                 |
| 4  | Charity Begins in the Office               | 4 ottobre 1971    |                 |                 |
| 5  | A Weighty Problem                          | 11 ottobre 1971   |                 |                 |
| 6  | The People's Choice                        | 18 ottobre 1971   |                 |                 |
| 7  | A Fine Romance                             | 25 ottobre 1971   |                 |                 |
| 8  | The Albatross                              | 1º novembre 1971  |                 |                 |
| 9  | Have I Got a Fellow for You!               | 8 novembre 1971   |                 |                 |
| 10 | To England with Doris                      | 15 novembre 1971  |                 |                 |
| 11 | The Sheik of Araby                         | 22 novembre 1971  |                 |                 |
| 12 | Doris and the Doctor                       | 29 novembre 1971  |                 |                 |
| 13 | Happiness Is Not Being Fired               | 6 dicembre 1971   |                 |                 |
| 14 | Whodunnit, Doris                           | 13 dicembre 1971  |                 |                 |
| 15 | The Wings of an Angel                      | 27 dicembre 1971  |                 |                 |
| 16 | Doris at Sea                               | 3 gennaio 1972    |                 |                 |
| 17 | The Sorrow of Sangapur                     | 10 gennaio 1972   |                 |                 |
| 18 | The Blessed Event                          | 17 gennaio 1972   |                 |                 |
| 19 | Who's Got the Trenchcoat?                  | 24 gennaio 1972   |                 |                 |
| 20 | Doris' House Guest                         | 31 gennaio 1972   |                 |                 |
| 21 | The Crapshooter Who Would Be King          | 7 febbraio 1972   |                 |                 |
| 22 | Cover Girl                                 | 21 febbraio 1972  |                 |                 |
| 23 | Gowns by Louis                             | 28 febbraio 1972  |                 |                 |
| 24 | There's a Horse Thief in Every Family Tree | 6 marzo 1972      |                 |                 |

## And Here's... Doris
- Prima televisiva: 13 settembre 1971

### Trama
- Guest star: Alan DeWitt (professore Frisbee), Jack Wells (Jim), Bob Crane (Bob Carter), Joseph Mell (Jacob Berns)

## Mr. and Mrs. Raffles
- Prima televisiva: 20 settembre 1971

### Trama
- Guest star: Dick Wilson (impiegato della gioielleria), Charles Wagenheim (Pop Genson), Billy De Wolfe (Willard Jarvis), Ken Lynch (detective Broder), H. M. Wynant (Rodney), Dave Morick (uomo), Lynette Mettey (Dolly), Norman Stevans (Frank)

## When in Rome, Don't
- Prima televisiva: 27 settembre 1971

### Trama
- Guest star: Ryan MacDonald (commesso), Dick Patterson (Albert), Cesare Danova (Carlo Benadetti), Lew Palter (Pietro)

## Charity Begins in the Office
- Prima televisiva: 4 ottobre 1971

### Trama
- Guest star: Lorie Busk (Mary), Ford Lile (Stan Steele), Joey Forman (Roger Sidney), Elvia Allman (Mrs. Fairburn), Will B. Able (Gordon), Estelle Winwood (Rhoda), Winnie Collins (Agnes), June Whitley Taylor (signora), Christopher Gardner (Edward)

## A Weighty Problem
- Prima televisiva: 11 ottobre 1971

### Trama
- Guest star: Kaye Ballard (Angie Pallucci), Iris Adrian (Mrs. Miggins), Robert Hathaway (facchino)

## The People's Choice
- Prima televisiva: 18 ottobre 1971

### Trama
- Guest star: Harold Peary (Sam Appleton), June Wilkinson (Laura), Billy De Wolfe (Willard Jarvis), Russell Gossett (uomo)

## A Fine Romance
- Prima televisiva: 25 ottobre 1971

### Trama
- Guest star: David Frank (Harry), Bunny Summers (Lucy), Robert Lansing (sergente Bill Winston), John Fiedler (Harvey Krantz), Michael Fox (capitano Mallory), Gordon Jump (Mr. Robinson), Larry McCormick (Jim)

## The Albatross
- Prima televisiva: 1º novembre 1971

### Trama
- Guest star: Rico Cattani (Boris), Paul Sorensen (barista), Van Johnson (Charlie Webb), Felice Orlandi (Antoine), Sabrina Scharf (Valerie Becker), Howard Curtis (Hans)

## Have I Got a Fellow for You!
- Prima televisiva: 8 novembre 1971

### Trama
- Guest star: Tony Cristino (ufficiale Mason), Peggy Mondo (Stella Nordini), Kaye Ballard (Angie Pallucci), Nico Minardos (Nico), Alan Hale Jr. (Charlie Dinser), John Stephenson (tenente Tim Walker), Barbara Nichols (Mrs. Hollister), Rudy Germane (Mr. Hollister)

## To England with Doris
- Prima televisiva: 15 novembre 1971

### Trama
- Guest star: Dick Wilson (Publican Callahan), Diana Chesney (Mother Kingsley), Jon Cypher (Sir Robert Kingsley), Laurie Main (padre Kingsley), Towyna Thomas (Hollingsworth)

## The Sheik of Araby
- Prima televisiva: 22 novembre 1971

### Trama
- Guest star: James Lemp (guardia), Vanda Barra (Queen), Richard Gautier (Omar), Richard Angarola (colonnello Ben-Ali), Henry Corden (King), Joe Lo Presti (guardia)

## Doris and the Doctor
- Prima televisiva: 29 novembre 1971

### Trama
- Guest star: Peter Lawford (dottor Peter Lawrence), Lew Palter (cameriere Luigi), Paula Victor (paziente)

## Happiness Is Not Being Fired
- Prima televisiva: 6 dicembre 1971

### Trama
- Guest star: Rick Hurst (meccanico), Lou Krugman (Phony Vito), Kaye Ballard (Angie Pallucci), Bruce Kirby (Vito Carlotti), Joseph Ruskin (Harry), Don Newsome (ufficiale di polizia)

## Whodunnit, Doris
- Prima televisiva: 13 dicembre 1971

### Trama
- Guest star: Walter Sande (Head Santa), Ken Lynch (detective Broder), Charles Nelson Reilly (Ralph Mantley), Cliff Norton (Harry Miller), Rockwell (ragazzino)

## The Wings of an Angel
- Prima televisiva: 27 dicembre 1971

### Trama
- Guest star: Dick Patterson (Albert), David Doyle (Warden McPherson), Marc Lawrence (Frankie Fury), Jack Griffin (guardia)

## Doris at Sea
- Prima televisiva: 3 gennaio 1972

### Trama
- Guest star: Vern Rowe (messaggero), James W. Gavin (pilota dell'elicottero), Peter Lawford (dottor Peter Lawrence), Anthony Caruso (Nicholas Kavros), Karl Bruck (capitano), Ben Wrigley (reporter), Larry McCormick (Jim), David Frank (Harry), Tom Stewart (reporter)

## The Sorrow of Sangapur
- Prima televisiva: 10 gennaio 1972

### Trama
- Guest star: Arlene Martel (Maharani), Ben Wright (ispettore Medoc), Lloyd Bochner (ispettore Stephen Shawcross), Henry Corden (Maharajah), Larry Hovis (Hassan)

## The Blessed Event
- Prima televisiva: 17 gennaio 1972

### Trama
- Guest star: Paula Victor (Nina), Henry Hunter (Randolph Chandler), Kaye Ballard (Angie Pallucci), Bernie Kopell (Louie Pallucci), Joan Lemmo (Stella Nordimi)

## Who's Got the Trenchcoat?
- Prima televisiva: 24 gennaio 1972

### Trama
- Guest star: Louise Lane (segretaria), Larry McCormick (Jim), Regis Toomey (Charley Smith), Paula Victor (Sorella Clara), Charles Wagenheim (Milt Schnitzer), Ben Wrigley (Harry), Geraldine Ewing (segretaria)

## Doris' House Guest
- Prima televisiva: 31 gennaio 1972

### Trama
- Guest star: Billy De Wolfe (Willard Jarvis), Jack Dodson (Henry Thurston), Barbara Hale (Thelma King)

## The Crapshooter Who Would Be King
- Prima televisiva: 7 febbraio 1972

### Trama
- Guest star: Sid Conrad (Man in Casino), Richard Angarola (Antoine), John Banner (Bruno), Lee Bergere (Prince Rupert), Henry Corden (Emile), Louis Massad (chef Ricardo)

## Cover Girl
- Prima televisiva: 21 febbraio 1972

### Trama
- Guest star: Norman Stuart (dottor Backscheider), Rory Calhoun (Matt Lawrence), Cesare Danova (Carlo Benadetti), Larry McCormick (Jim)

## Gowns by Louis
- Prima televisiva: 28 febbraio 1972

### Trama
- Guest star: Charles Cirillo (Vito), Lester Fletcher (Claude), Werner Klemperer (Jacques Moreau), Joseph Mell (Louie Salkawitz), Billy De Wolfe (Willard Jarvis)

## There's a Horse Thief in Every Family Tree
- Prima televisiva: 6 marzo 1972

### Trama
- Guest star: Sandy Kenyon (Randolph), Harriet E. MacGibbon (Mrs. Townsend), Robert Emhardt (Mr. Nesbitt Townsend), Ceil Cabot (cuoco)